# 比利亚罗夫莱多
39°16′N 02°36′W / 39.267°N 2.600°W
比利亚罗夫莱多（西班牙语：Villarrobledo）是西班牙阿尔瓦塞特省的一个城市。
比利亚罗夫莱有30.000多公顷的葡萄园，总计约有48.000.000株葡萄，也是世界上葡萄酒的主要产地之一。同时，它也是曼彻格奶酪的出产地。工业则以冶金业出名。
比利亚罗夫莱主要活动有狂欢节、葡萄酒摇滚音乐节和圣周。